# El Portezuelo, Tomatlán
El Portezuelo är en ort i Mexiko.   Den ligger i kommunen Tomatlán och delstaten Jalisco, i den sydvästra delen av landet, 700 km väster om huvudstaden Mexico City. El Portezuelo ligger 29 meter över havet och antalet invånare är 273.
Terrängen runt El Portezuelo är platt åt sydväst, men åt nordost är den kuperad. Havet är nära El Portezuelo åt sydväst. Runt El Portezuelo är det glesbefolkat, med 11 invånare per kvadratkilometer. Närmaste större samhälle är José María Pino Suárez, 17,8 km sydost om El Portezuelo. 